# Gabriela Aberastury
Gabriela Aberastury (Buenos Aires, 11 de febrero de 1943) es una pintora, dibujante, ilustradora, educadora, docente y grabadora argentina. En 1980 ganó el Gran Premio de Dibujo del Salón Nacional Argentino. En 1989 fue jurado en el Premio Konex de Música Clásica.

## Trayectoria
Nació en Buenos Aires. Es hija de la pedagoga Fedora Aberastury quien fue la creadora del Sistema consciente para la técnica del movimiento y de Marcelo Aberastury. 
Vivió hasta los diez años en Nueva York y residió en Alemania entre 1967-70, a este último país regresa cada año invitada como profesora de grabado en la ciudad de Kassel.
Es Profesora egresada Escuela Nacional de Bellas Artes Prilidiano Pueyrredón. Obtuvo la beca otorgada por el Fondo Nacional de las Artes (1966), la beca de Kassel de Pintura y Grabado (Alemania, 1967-70) y la beca Daad Litografía (Alemania, 1990). 
Se ha desempeñado como Directora de AXA - Taller Litográfico, Profesora de Bellas Artes y Directora Artística de  Radio Clásica de Buenos Aires, Argentina.
Ha realizado ilustraciones para ediciones de obras de importantes escritores: 16 Poemas, de André Breton (1973-4); Antología, de Alfonsina Storni (1976-7); El Bautismo, de Miguel Ángel Semán (1982); Ficciones y El Aleph de Jorge Luis Borges (1986) y Campo nuestro, de Oliverio Girondo (1986).
Vive y trabaja en Buenos Aires donde actualmente es directora del taller Aberastury.

## Labor didáctica
Desde el año 1995 es Directora del Taller Litográfico AXA en Buenos Aires y desde 1998 a 2002 fue invitada a realizar un work shop sobre técnicas gráficas en Kunststation Kleinsassen, Alemania. 
Desde 2003, es Profesora invitada del Taller Guillermo Roux y en 2006, es jurado en la Bienal de Acqui Terme en Piamonte, Italia,  2006.
También participó como jurado en 1989 del Premio Konex.
ver también
- Fedora Aberastury
- Arminda Aberastury
- Maximiliano Aberastury
- Federico Aberastury
- Enrique Pichon-Rivière

## Medios de Comunicación
- 1989 a 1997  - Creadora y Directora Artística de Radio Clásica (Buenos Aires, Argentina).
- 1976 a 1986 - Creadora y Coordinadora del ciclo Los Intérpretes en Radio Rivadavia (Buenos Aires, Argentina).

## Becas
- 1996  - Deutsche Akademische Austauschdienst, Universidad de Braunschweig, Alemania.
- 1989  - Deutsche Akademische Austauschdienst, Litografía, Universidad de Kassel, Alemania.
- 1986  - Deutsche Akademische Austauschdienst, Litografía, Universidad de Kassel, Alemania.
- 1969-70  - Beca de perfeccionamiento en Grabado en Metal – Profesor Heinz Nickel, Kassel.
- 1967-9  - Deutsche Akademische Austauschdienst, Pintura, Kassel, Alemania,
- 1965 - Fondo Nacional de las Artes, Pintura Mural.

## Premios
- 1984 - Tercer Premio Salón de la Mujer, dibujo.[3]
- 1981 - Primer Premio Coca – Cola en las Artes y las Ciencias, dibujo.
- 1980 - Gran Premio de Honor – Salón Nacional, dibujo.
- 1979 - Primer Premio Salón Nacional, dibujo.
- 1978  - Mención Salón Nacional, dibujo.
- 1974 - Tercer Premio Salón Municipal, grabado.
- 1972 - Mención Especial Salón E. O’ Brien, grabado.
- 1970 - Tercer Premio VII Salón de Tucumán, grabado.
- 1970 - Mención Especial Salón Municipal, grabado.
- 1969 - Primer Premio Sociedad Hebraica Argentina, grabado.
- 1969 - Tercer Premio Salón Nacional, grabado.

## Exposiciones individuales
- 2008 Coppa Oliver Arte. (Buenos Aires, Argentina).
- 2007 Ayuntamiento de Granada y Sevilla.[4]
- 2004 Galería Palatina (Buemos Aires, Argentina).
- 2002 Galería Palatina (Buemos Aires, Argentina).
- 2001 Galería Wagner (Kassel, Alemania).
- 2000 Galería Wagner (Kassel, Alemania).
- 1997 Galería Wagner (Kassel, Alemania).
- 1996 Galería Wagner (Kassel, Alemania).
- 1994 OEA  (Buenos Aires, Argentina).
- 1993 Galería Ana Scappini (Asunción, Paraguay).
- 1992 Burgermeisterhaus Essen (Essen, Alemania).
- 1992  Galería Suipacha (Buenos Aires, Argentina).
- 1992 Galería Wagner (Kassel, Alemania).
- 1990 Retrospectiva 1947-1990, Fundación Banco Mercantil Argentino (Buenos Aires, Argentina).
- 1987 Dibujo y Grabado, Burgermeinsterhaus Essen (Essen, Alemania).
- 1987 Dibujo y Grabado, Atelier Ana (Múnich, Alemania).
- 1978 Dibujo y Grabado, Galería Balmaceda (Buenos Aires, Argentina).
- 1977 Dibujo, Galería Martha Zullo (Buenos Aires, Argentina).
- 1976 Dibujo, Galería Martha Zullo (Buenos Aires, Argentina).
- 1975 Grabado, Galería van Riel (Buenos Aires, Argentina).
- 1966 Pintura, Galería Ismos (Buenos Aires, Argentina).
- 1965 Pintura, Galería van Riel (Buenos Aires, Argentina).
- 1955-60 Pintura, Galería Galatea (Buenos Aires, Argentina).

## Libros
- Gabriela Aberastury, 43 años de pintura, dibujo y grabado, Buenos Aires 1990.[5]